# Henrey Automobile
Henrey Automobile – chiński producent elektrycznych samochodów osobowych z siedzibą w Pekinie działający od 2010 roku. Oferuje on samochody pod marką Xiaohu.

## Historia
Przedsiębiorstwo Henrey Automobile zostało założone w maju 2010 roku w Pekinie, mając na celu operacje badawczo-rozwojowe na polu niewielkich, miejskich samochodów elektrycznych. W zakresie działań Henrey znalazło się samodzielne opracowanie nie tylko sturktury karoserii i płyty podłogowej i układu zawieszenia, ale i silnika, baterii oraz systemów wsparcia kierowcy. Przygotowania do premiery pierwszego samochodu Henrey trwały łącznie 10 lat, owocując prezentacją w 2020 miejskiego hatchbacka pod marką Xiaohu w postaci Xiaohu FEV. Samochód opracowany został z myślą o rodzimym rynku chińskim, jednak w 2022 roku zainteresowanie importowaniem go pod własną nazwą wyraziły lokalne przedsiębiorstwa m.in. w Tajlandii i Pakistanie, a także amerykański startup Mullen Technologies.

## Modele samochodów

### Obecnie produkowane
- FEV